# Bataille de Mons-en-Vimeu
Guerre civile entre Armagnacs et Bourguignons
Batailles
La bataille de Mons-en-Vimeu se déroule le 30 août 1421 sur le territoire de l'actuelle commune de Mons-Boubert (Somme). Les troupes bourguignonnes y affrontent les troupes des Armagnacs et remportent la victoire sur ces dernières. Cette bataille, oubliée de nos jours, est pourtant celle qui vit l’adoubement de Philippe le Bon, duc de Bourgogne, et fut d’une importance considérable pour le contrôle de la Picardie ainsi que par le nombre de prisonniers de premier choix que firent les Bourguignons,,.

## La Picardie: une région stratégique
La Picardie du XVe siècle revêt une importance économique, par son activité commerciale, son rôle de passage et de frontière.

### Un espace d'échanges commerciaux
Zone commerciale tout d’abord grâce à la Somme qui traverse le pays dans toute sa longueur et qui a son embouchure sur les côtes de la Manche. En Picardie maritime, la Somme sépare le Vimeu (rive gauche) et le Ponthieu (rive droite). Entre Dunkerque et Harfleur la baie de Somme est le principal estuaire et offre plusieurs mouillages. Cette baie est délimitée au Nord par la pointe de Saint-Quentin en Tourmont et au sud par la hâble d’Ault. Elle comporte trois grands ports de mouillages qui sont Noyelles-sur-mer, Port (aujourd’hui Port-le-Grand), Laviers. Les principaux ports de marchandises étant Saint-Valery, Le Crotoy et Abbeville.
Le premier problème que rencontre le duc de Bourgogne dans cette région concerne d’ailleurs le transport de marchandises. En effet Jacques d’Harcourt, un ancien compagnon de Jean Sans Peur, père de Philippe le Bon duc de Bourgogne, ne supporte pas l’idée d’alliance entre Philippe le bon et Henri V, le roi anglais. Sa première action d’opposition sera d’attaquer une nef remplie de céréales qui mouillait dans le port d’Etaples. Celle-ci appartenait à Hémon de Boubers, sire de Boubers qui était un fidèle du duc de Bourgogne. 
Nous assistons ici aux prémices de la guerre de Picardie. René de Belleval écrira : « Le blé du Sire de Boubers devait mettre à feu et à sang toute la basse Picardie… » . Le mandement de gens de guerre ne dit pas le contraire, il explique qu’il faut faire la guerre pour « nettoyer le païs et marches de Picardie des ennemis […] et qui sont si préjudiciables au fait de la marchandise de nos Païs de Flandres et d’Artois ».

### Un espace de transit
Zone de passage ensuite car depuis le début de la guerre de Cent Ans, bien avant Mons-en-Vimeu, la Picardie est traversée par nombre d’armées. Il faut dire que le Ponthieu est un centre de débats politiques et qu’il est concerné par la rivalité franco-anglaise. En 1345, il est confisqué aux Anglais par Philippe VI. À partir de 1346, Édouard III, roi Anglais, débarque en Normandie pour une de ses chevauchées et s’avance vers la Picardie. Il traverse le gué de la Blanquetaque et gagne ensuite la bataille de Crécy. Le traité de Brétigny-sur-Orge de 1360 prévoit que la Picardie soit coupée en deux. Le Calaisis, le comté de Guînes et le Ponthieu sont cédés aux Anglais. 
L’année 1369 voit la reprise des hostilités entre la France et l’Angleterre et aussi la reprise du Ponthieu par Charles V. Ce dernier avait rassemblé des soldats et arbalétriers « sur la frontière de Picardie pour faire face aux Anglais qui occupaient Calais, Ardres et Guines ». La notion de frontière se développe et on voit bien qu’il s’agit d’une zone poreuse qui donne aussi directement accès à Paris. 
La Picardie est aussi traversée par l’armée anglaise d’Henri V en 1415. Il voudra d’ailleurs utiliser le gué de la Blanquetaque mais la présence supposée de troupes françaises lui fera renoncer à cette action. 
Cette zone est donc très traversée puisqu’il s’agit du seul chemin reliant les territoires normands du roi anglais à ses territoires du nord de la France, c'est-à-dire le Calaisis.

### Un espace frontalier
Enfin, la Picardie est une zone tampon pour le duc de Bourgogne entre ses territoires artésiens et la région parisienne. Jean Sans Peur avait déjà été nommé lieutenant général en Picardie en 1404. De plus, lorsque l’on regarde les déplacements du duc de Bourgogne lors du mois de juillet 1421, on se rend compte qu’il ne réside exclusivement qu’entre Picardie et Artois.

## La prise et le siège de Saint-Riquier
Jacques d’Harcourt perpétua donc des actions à l’encontre du duc de Bourgogne, Philippe le Bon. Son sentiment anti-anglais étant plus fort que la fidélité au fils d’un duc qu’il avait servi exemplairement durant des années. La rupture se fit après l’attaque de la nef du sire de Boubers. Ce dernier se vengea en détruisant les navires de Jacques d’Harcourt qui mouillaient dans le port du Crotoy. Jacques d’Harcourt, en représailles, pilla les terres du sire de Boubers. Jacques d’Harcourt déclara finalement la guerre au roi d’Angleterre et au duc de Bourgogne, il fut suivi par un certain nombre de seigneurs locaux. Ces défections dans le camp bourguignon conduisirent à la perte des châteaux de Pont-Rémy, d’Airaines et de Gamaches. Certaines places furent reprises par la force : Eaucourt, Mareuil, Dourrier, d’autres se rendirent comme Drugy, La Ferté, Bailleul.
On passa donc d’une situation de contrôle de la basse Picardie par le duc de Bourgogne à une situation de rébellion étendue. 
Saint-Riquier, aux mains des Bourguignons, se rendit sans coup férir. La prise de Saint-Riquier par les Armagnacs ayant une importante portée symbolique entraîna l’intervention du duc de Bourgogne.  
Les troupes Armagnacs qui investirent Saint-Riquier étaient composées de 1 200  à   1 400 hommes conduits par Guy de Nesle, seigneur d’Offémont et Poton de Xaintrailles. 
Les ennemis du duc de Bourgogne commencent à ravager son pays : « Le seigneur d’Offémont et Poton de Saintrailles avoient pris la ville de Saint Riquier, par le conseil de Jacques d’Harecour, et qu’ils luy gastoient tout son pays » .
Son pays en danger, le duc de Bourgogne se devait d’intervenir. Il réunit 3 000 combattants à Amiens puis se rendit à Beauvais, Gisors et Mantes. Il avait à l'origine décidé d’aller combattre le Dauphin mais les événements de Picardie l’obligèrent à changer ses plans. Il repartit pour Amiens, Doullens, Auxy-le-Château. L’armée bourguignonne reprit Pont-Rémy, Mareuil et Eaucourt. 
Après cela, le duc retourna à Abbeville pour attendre l’arrivée de renforts qui étaient en chemin. Cela étant fait, le siège de Saint-Riquier commença à la fin du mois de juillet 1421, sans doute le 28 ou le 29. 
Alors que trois portes sur quatre furent assiégées, l’une resta libre. Le duc de Bourgogne s’installa dans le château de la Ferté, en face de Saint-Riquier. Le nombre des forces bourguignonnes est évalué à 5 000/6 000 combattants par la plupart des chroniqueurs.
Cependant, la porte du Héron ne fut pas assiégée et ceux de Saint-Riquier purent facilement sortir de la ville pour quérir du renfort, chose qui fut faite par Jacques d’Harcourt. Ainsi, il fit appel à Gilles de Gamaches, capitaine de Compiègne, Eustache de Conflans, lieutenant du Dauphin en Champagne, Jean Raoulet, capitaine de Beaumont-en-Argonne, La Hire, capitaine de Vitry-le-François.
Philippe le Bon avait eu l’intelligence d’organiser un système d’espionnage efficace qui lui permit d’être prévenu de l’approche d’une armée ennemie venue pour prendre sa propre armée à revers.
Ainsi la décision fut prise de lever le siège et d’envoyer des éclaireurs dans les environs pour connaître la position exacte des forces ennemies.

### Levée du siège
C’est le soir du 29 août 1421 que la décision de lever le siège fut prise. C’est un point essentiel que celui de la date de la bataille de Mons-en-Vimeu, beaucoup de ceux qui ont écrit sur celle-ci ne pouvaient la fixer exactement. Pourtant, outre les dires de Georges Chastellain ainsi que ceux de Clément de Fauqembergue, qui fixent la date de la bataille au 30 août, on voit dans les paiements pour l’artillerie que les manouvriers et personnes rémunérées pour celle-ci le furent jusqu’au 29 août. Cela semble indiquer qu’ils furent employés jusqu’à ce même jour pour le siège de Saint-Riquier qui n’aurait alors plus lieu à partir du 30 août. Cela nous permet d’en déduire de façon assez certaine la date de la bataille de Mons-en-Vimeu. En effet, le siège n’ayant plus lieu à partir du 29 août, ajouté au fait que l’on sait que le siège fut levé un soir et que la bataille eut lieu le lendemain, il est plus que probable que le siège fut levé le soir du 29 août et que la bataille se déroula le 30 août.
Ainsi les armées Armagnac avaient été signalées. Au début, elles furent entre autres conduites par La Hire mais en s’arrêtant une nuit dans un village pour y dormir, une cheminée s’écroula sur sa jambe, ce qui le laissa toute sa vie boiteux et l’empêcha de participer à Mons-en-Vimeu. Le but de cette armée était de traverser la Somme au gué de Blanquetaque puis de se joindre aux troupes de Jacques d’Harcourt pour attaquer ensuite le duc de Bourgogne. Le vaillant Poton de Xaintrailles avait d’ailleurs quitté Saint-Riquier pour rejoindre l’armée des renforts. 
Alors que l’armée de renfort commençait à traverser le gué, l’armée bourguignonne avait traversé la Somme à Abbeville et venait à sa rencontre. On décida donc dans les rangs armagnacs de faire demi-tour pour reprendre position dans la plaine. 
Les effectifs sont assez difficiles à déterminer, comme dans beaucoup de batailles médiévales. Ainsi, des 5 000  à   6 000 combattants de Saint-Riquier il ne devait pas en rester autant lors de la bataille. Peut-être y en avait-il plutôt dans les 3 000  à   4 000, le duc laissant une partie de son armée à Abbeville pour le rejoindre plus tard. L’armée armagnac de renfort était composée  de 1 500  à   1 600 lances, ce qui laisse penser que, vu le système de lances de l’époque, il y avait en fait de 3 000 combattants dans ses rangs. Ce qui donne des armées de tailles presque semblables, avec un léger avantage pour celle des Bourguignons.

### La bataille
Ainsi, ayant voyagé dans la nuit du 29 août au 30 août, l’armée bourguignonne était allée à la rencontre de l’armée armagnac et tandis que celle-ci prenait position non loin de Mons-en-Vimeu, leurs ennemis firent de même. On procéda alors à une série d’adoubements. Le plus spectaculaire d’entre eux fut celui de Philippe le Bon qui reçut la chevalerie de la main de Jean de Luxembourg. Ceux-ci eurent lieu vers onze heures.
À midi, tout était prêt, l’armée des Armagnac s’ébranla en une seule ligne, laissant sans doute un groupe d’archers en retrait. En effet, il n’était pas dans la tradition des armées françaises d’utiliser efficacement ces combattants tandis que l’armée bourguignonne, influencée par la tactique anglaise était composé à 40 % d’archers en 1417 sous Jean Sans Peur et à 70 % entre 1430 et 1436. 
L’armée bourguignonne était, semble-t-il, organisée en une bataille principale et deux ailes, composées de gens de traits. 
Le premier choc des armées armagnacs fut violent et porté vers le centre de la bataille bourguignonne dans l’espoir de rompre l’unité de l’armée du duc Philippe le Bon.
Fait intéressant, l’armure du duc était portée par le seigneur de La Viesville, nommé maréchal de l'armée de Bourgogne à l'occasion de cette seule campagne (Pierre IV de La Viesville, d'un lieu-dit à Enguinegatte, Pas-de-Calais) et celui-ci fut tué lors de cette première attaque. L'événement est corroboré par l'épitaphe d'un gisant. Le duc ne portait pas sa propre armure, pour ne pas l’exposer à trop de risques selon les uns, pour qu’il éprouve mieux sa chevalerie, avec plus de discrétion et modestie pour les autres. En réalité, un complot visait à assassiner le jeune duc de Bourgogne. Philippe le Bon ne l'apprit qu'au dernier moment, sans doute le 28 août, grâce à son chambellan Jacques de Crèvecœur et d'autres, qui interceptèrent un éclaireur armagnac et l'obligèrent à révéler le plan en menaçant de le noyer dans le fleuve. En réaction, le duc ordonne de fabriquer en hâte dans la nuit quatre cottes d'armes identiques à la sienne. Le 30 août, quatre ducs de Bourgogne au moins évoluaient sur le champ de bataille.
Ce serait lors de ce premier assaut qu’une partie des troupes ducales prit la fuite, sans doute les deux tiers de l’armée bourguignonne. Les causes sont sans doute multiples. La panique de la charge armagnaque mais aussi la chute de la bannière ducale. En effet, celle-ci, dans la rapidité de l’action, fut laissée à un valet qui la jeta pour s’enfuir. Ce signal funeste ne pouvait être interprété que négativement par les combattants, jugeant la bataille perdue. Les chroniques nous racontent qu’un héraut, d’Artois, fit alors circuler le bruit que le duc était mort ou prisonnier. Ces chevaliers s’enfuirent vers Picquigny, ce qui leur valut le surnom de « chevaliers de Picquigny ».
Cette fuite de l’armée ducale fut sans doute une des causes de la victoire bourguignonne. En effet, les combattants armagnacs, voyant la bataille gagnée, voulurent prendre des prisonniers et partirent à la chasse aux fuyards. Cela eut pour effets de dégarnir leurs lignes et de rétablir un équilibre entre les forces en présence sur le champ de bataille.
La victoire était bourguignonne et le duc s’y fit remarquer en prenant deux prisonniers de sa main, qu’il libéra plus tard sans rançon. 
Jean de Luxembourg, qui reçut un coup d’épée dans le visage, eut le nez coupé lors de la bataille, alors que l’année précédente il avait perdu un œil au siège d’Alibaudière.

### Après la bataille
Il y eut beaucoup de prisonniers chez les Armagnacs. Les estimations tournent autour de 120 prisonniers. Les plus importants furent : le seigneur de Conflans, Louis Bournel, Gilles de Gamaches, Rigault de Fontaines, le marquis de Serre et son frère, Raoul de Gaucourt, Louis d’Offémont, Poton de Xaintrailles, Jean de Proisy, Philippe de Saint-Saulieu, Sauvage de la Rivière, Jean de Rogan, le seigneur de Monmort, Jean de Versailles, le bourg de la Hire, Philippe "d'Ivregny" d'Abbeville.
Ces prisonniers furent libérés en échange de la ville de Saint-Riquier.
À partir de ce moment, la situation ne fit que se dégrader pour les Armagnacs. Jean de Luxembourg prit le château du Quesnoy-sur-Airaines puis tombent ensuite les forteresses de Longroy, Hélicourt, Tilloy ainsi que Airaines. Gamaches tombe aux mains du comte de Warwick. Louis d’Offémont remit aux Anglais Crespy-en-Valois, Pierrefonds. Guillaume de Gamaches négocia la reddition de Compiègne, Mortemer, Gournay-sur-Aronde, Cressonsacq en juin 1422. 
Rambures revint à Ferry de Mailly. Le comte de Warwick reprit aussi Saint-Valery en octobre 1422. En 1423, le siège fut mis sur Le Crotoy par le capitaine anglais Raoul Le Bouteiller (Ralph Butler), on vida les forteresses de Rue et Noyelles-sur-Mer pour  renforcer la défense du Crotoy. Ainsi Rue et Noyelles-sur-Mer furent reprises facilement. Finalement Le Crotoy fut aussi repris le 1er mars 1424. 
Ainsi, en deux ans, le Ponthieu et le Vimeu furent entièrement nettoyés des partisans du Dauphin et les frontières du duc de Bourgogne furent protégées.

## Conséquences
La bataille de Mons-en-Vimeu semble être de ces batailles oubliées de l’Histoire. Pourtant, décisive pour l’État bourguignon en construction, elle stabilise pour longtemps les frontières du duc de Bourgogne. 
Quoi de mieux pour le jeune duc que d'entamer son principat avec une victoire lors de sa première bataille rangée en tant que chef de l’armée ? Elle possède beaucoup de caractéristiques de la bataille médiévale : des grands noms, un duc adoubé, un siège levé en hâte, une interception d’une armée de renfort, une charge héroïque de cavalerie, une débandade suivie d’un retournement de situation, de nombreux prisonniers. 
Après tout, que serait-il advenu si le duc de Bourgogne avait été fait prisonnier, comme la rumeur le dit lors de la bataille ? C’eut été un coup terrible pour l’État bourguignon à n’en point douter.